# أندالجالورنيس
أندالجالورنيس (Andalgalornis) جنس من طيور رعب المفترسة، وقد عاشت في الأرجنتين خلال الميوسين و البليوسين.
يبلغ طول هذا الطائر متر ونصف المتر. وينتمي إلى فصيلة Patagornithinae. وطبقا للبحوث الأحفورية؛ فإنه يبدو أشبه بفورسراكوس صغير الحجم باستثناء المنقار، حيث أن المنقار هو الأكبر من حيث الجحم بين كل الأجناس.